# W. E. B. Du Bois
William Edward Burghardt "W. E. B." Du Bois (Great Barrington, 23 de fevereiro de 1868—Acra, 27 de agosto de 1963) foi um sociólogo historiador, escritor e editor norte-americano, socialista, ativista pelos direitos civis e pan-africanista. 
Nascido no interior do estado de Massachusetts, Du Bois cresceu em uma comunidade relativamente tolerante e integrada. Casou-se com Nina Gomer em 1896, com quem teve dois filhos: Burghart e Yolanda. Um ano depois da morte de Nina, casou-se com Shirley Graham.
Du Bois recebeu um diploma em 1888 pela Universidade Fisk, e um segundo diploma pela Harvard em 1890. Depois de dois anos de estudo na Universidade de Berlim, recebeu seu Ph.D (título de doutor) pela Harvard em 1895.
W.E.B. Du Bois foi um autor prolífico, que publicou mais de vinte livros ao longo de sua vida. Além das publicações acadêmicas, escreveu novelas e poesia. Foi também um ativista ferrenho da justiça social e racial. Ele foi o principal fundador do "Movimento Niágara", no qual exercia a função de Secretário Geral. No mais, fundou o National Association for the Advancement of Colored People (NAACP), exercendo a função de Presidente do Conselho por muitos anos. Combateu abertamente questões da sua época como linchamentos, discriminação e exploração colonial, também foi o líder mundial do movimento pan-africano, servindo como Secretário do Primeiro Congresso pan-africano. Tornou-se um socialista que lutou pelos direitos das mulheres, dos judeus, e dos trabalhadores, podendo ser considerado como um dos arquitetos do movimento dos direitos civis. Fundou a American Black Academy, onde pode apoiar manifestações de arte e cultura.
Du Bois ganhou proeminência nacional como líder do Movimento do Niágara, um grupo de ativistas afro-americanos que lutavam por direitos iguais para os negros. Du Bois e seus defensores se opuseram ao Compromisso de Atlanta, um acordo elaborado por Booker T. Washington que versava que os negros do sul trabalhariam e submeter-se-iam às regras políticas dos brancos, enquanto os brancos do Sul garantiriam que os negros recebessem oportunidades educacionais e econômicas básicas. No entanto, Du Bois insistiu na determinação de plenos direitos civis e aumento da representação política dos negros, que ele acreditava que seria reivindicada pela elite intelectual afro-americana. Ele referiu-se a este grupo como o décimo talentoso e acreditava que os afro-americanos necessitavam de chances para ter uma formação avançada e desenvolver sua liderança.
O racismo foi o principal alvo das polêmicas de Du Bois, tendo protestado fortemente contra a prática de linchamentos, as leis Jim Crow e a discriminação na educação e no emprego. Sua causa incluía as pessoas de cor de todos os lugares, especialmente nas colônias africanas e asiáticas, em sua luta contra o colonialismo e o imperialismo. Foi um defensor do pan-africanismo e ajudou a organizar vários Congressos Pan-Africanos para defender a libertação das colônias africanas das potências europeias. Du Bois fez várias viagens para a Europa, África e Ásia. Após a Primeira Guerra Mundial, ele pesquisou as experiências dos soldados negros americanos na França e documentado intolerância generalizada nas forças armadas dos Estados Unidos.
Du Bois foi um autor prolífico considerado o pai do pan-africanismo. Sua coleção de ensaios, As Almas da Gente Negra (The Souls of Black Folk), foi um trabalho seminal na literatura Africano-Americana; e seu magnum opus de 1935, A Reconstrução Negra na América (Black Reconstruction in America) desafiou a ortodoxia dominante de que os negros eram responsáveis pelos fracassos da era da Reconstrução dos Estados Unidos. Ele escreveu o primeiro tratado científico no campo da Sociologia; e publicou três autobiografias, cada qual contendo ensaios perspicazes sobre Sociologia, Política e História. Em seu papel como editor do jornal da NAACP, A Crise (The Crisis), publicou muitas peças influentes. Du Bois acreditava que o capitalismo era a principal causa de racismo, e era geralmente solidário com os socialistas ao longo de sua vida. Ele era um ativista ardente da paz e defendeu o desarmamento nuclear. A Lei dos Direitos Civis dos Estados Unidos, incorporando muitas das reformas para que Du Bois tinha defendido toda a sua vida, foi promulgada um ano após sua morte. Faleceu em Gana, em 27 de agosto de 1963, um dia antes do célebre discurso "I have a dream" de Martin Luther King Jr.

## Biografia

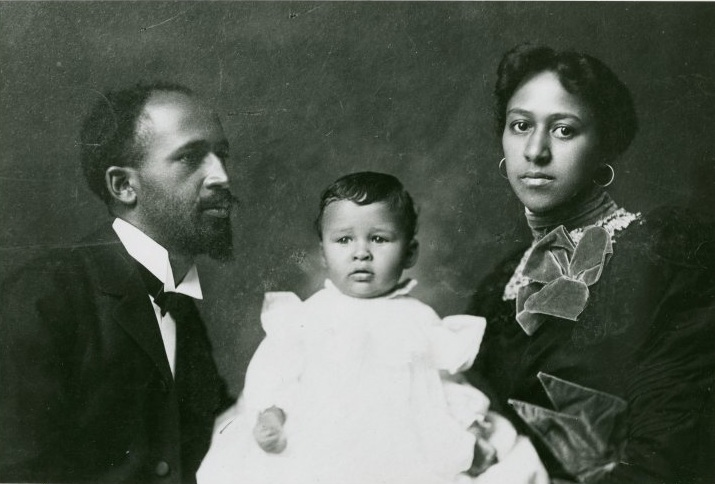
DuBois com sua esposa Nina e a filha Yolande

William Edward Burghardt Du Bois nasceu em 23 de fevereiro de 1868, em Great Barrington, Massachusetts. Era filho de Alfred e Mary Silvina Burghardt Du Bois. A família de Mary Silvina Burghardt fazia parte da pequena população de negros livres de Great Barrington. O bisavô materno de William Du Bois, Tom Burghardt, foi um escravo nascido na África Ocidental por volta de 1730. Tom serviu o exercito na Revolução Americana, o que pode ter dado sua liberdade. O bisavô paterno de Du Bois foi James Du Bois, de origem franco-americana, de Poughkeepsie, New York, e teve vários filhos com escravas. Um dos seus filhos era Alexander, que viajou para o Haiti, e teve um filho, Alfred, que se mudou para os Estados Unidos um pouco antes de 1860, e se casou com Mary Silvina Burghardt em 1867, em Housatonic, Massachusetts. Alfred deixou Mary em 1870, dois anos depois do nascimento de William. Sua mãe trabalhou para sustentar a família, recebendo alguma ajuda de seu irmão e seus vizinhos.
A comunidade de Great Barrington tratou Du Bois ligeiramente bem. Ele frequentou a escola pública local e manteve relacionamento com colegas brancos. Professores encorajaram sua carreira intelectual, e quando Du Bois decidiu entrar na faculdade, a congregação da igreja que frequentava enquanto criança doou dinheiro para as despesas de seu ensino. Mesmo assim, o racismo que ele experimentou nesse contexto foi objeto de seus artigos e de suas obras, e seu sucesso com os estudos acadêmicos o fez usar seu conhecimento para empoderar os afro-americanos.

### Educação universitária
Dependendo do dinheiro doado, Du Bois frequentou a Fisk University, uma faculdade historicamente negra em Nashville, Tennessee, de 1885 a 1888. Sua viagem e residência no Sul foi sua primeira experiência com o racismo sulista, o que englobava Jim Crowlaws, atos de intolerância e linchamentos. Depois de receber seu diploma na Fisk, Du Bois frequentou Harvard College de 1888 a 1890, onde ele foi extremamente influenciado por seu professor William James, uma figura proeminente na filosofia americana. Em 1890, Du Bois recebeu seu Segundo diploma, cum laude, em História pela Harvard. Em 1891, Du Bois recebeu uma bolsa de estudos para frequentar o curso de graduação em Sociologia, também pela Harvard.
Em 1892, Du Bois recebeu uma bolsa da John F. Slater Fund for the Education of Freedmen para frequentar a Universidade de Berlin. Ele amadureceu intelectualmente enquanto estudava com alguns dos mais proeminentes cientistas sociais, como Gustav von Schmoller, Adolph Wagner em Heinrich von Treitschke.[carece de fontes?] Depois de retornar da Europa, Du Bois completou sua graduação, e em 1895 ele se tornou o primeiro afro-americano a receber um Ph.D. da Harvard University.[carece de fontes?]

## Movimento de Niágara
Ao ingressar em Harvard, em 1895, para fazer o PhD, Du Bois passa a dividir ideias referentes ao status social dos negros com outros acadêmicos e profissionais afro-americanos, fazendo reuniões que visavam determinar objetivos para melhorar as condições de vida desse grupo social. Essas reuniões passaram a se desenrolar e em 1905, Du Bois, seus colegas e vários outros ativistas dos direitos civis afro-americanos se reuniram para escrever uma declaração de princípios que levou o grupo passou a ser conhecido como “Movimento de Niágara”.
Encontros como esses, formados por pessoas negras, eram condenáveis na América, o que implicava uma série de riscos. Mesmo assim, as assembleias seguiram, e o grupo escreveu uma proclamação demandando o direito de votar, bem como outros direitos que pertenciam aos americanos nascidos livres. Mesmo durando apenas alguns anos, a organização representou um papel importante na conquista da igualdade racial e Du Bois teve papel central na organização do movimento, assim como das demandas civis que eles pretendiam alcançar.

## NAACP
Em 1909, Du Bois esteve entre os fundadores da NAACP (National Association for the Advancement of Colored People). Dezenas de defensores dos direitos civis, tanto negros quanto brancos, participaram da fundação da associação, entretanto, a maioria dos diretores eram brancos. Durante os anos de 1910 e 1934, Du Bois foi diretor de pesquisa e publicidade, membro do corpo de diretores, e editor de A Crise, revista mensal da associação.

### RevistaA Crisee a luta contra o racismo
O seu dever assumido, a partir do posto de diretor de pesquisa e publicidade, passou a ser a edição da revista mensal da NAACP, denominada A Crise (The Crisis). A primeira edição surgiu em novembro de 1910, e Du Bois afirmou que o seu objetivo era estabelecer "esses fatos e argumentos que mostram o perigo de preconceito racial, nomeadamente no que se manifesta hoje em relação às pessoas de cor". A revista era composta por dois componentes principais: de um lado, protesto e do outro um princípio de reerguimento moral. Assim, ao mesmo tempo que estava protestando, igualmente estava buscando construir uma consciência. Na revista, Du Bois direcionou comentários aos americanos brancos, ao mesmo tempo servindo de fonte de informação e orgulho aos afro-americanos. O protesto racial durante a década seguinte a I Guerra Mundial focou-se em garantir uma legislação contra os linchamentos. Durante esse período, a NAACP era a organização líder de protesto e Du Bois era a sua figura representativa. A revista “A crise” empenhou uma movimento importante de combate ao racismo, empreendendo tal campanha contra o linchamento e Du Bois utilizando seu papel influente na associação para se opor a uma variedade de incidentes racistas.
Como Du Bois mudou-se com 17 anos para o Tennessee para ir a faculdade, ele percebeu a diferença entre os negros do sul e os do norte: a vida no sul era muito mais dura do que onde ele crescera. Viu que as pessoas não conseguiam progredir desde a proclamação da emancipação, e o fato de as pessoas serem livres não havia transformado as suas vidas. Esse foi um motivo para que, no início do século XX, ele apoiasse a grande migração de negros do sul para outras regiões do país, o que já vinha acontecendo. Diante desse contexto, Du Bois escreveu um editorial apoiando essas migrações, porque ele acreditava que seria melhor que os negros escapassem ao racismo do Sul, encontrando melhores oportunidades econômicas e assimilando a sociedade norte-americana.
Também na década de 1910, o movimento eugênico americano estava em seus primórdios, e muitos dos principais eugenistas eram abertamente racistas, definindo os negros como "uma raça inferior". Du Bois se opunha a essa visão, considerando-a uma aberração não científica, mas, ao mesmo tempo, apoiava o princípio básico da eugenia: o de que as pessoas têm características inatas diferentes que as tornam mais ou menos aptas a determinadas atividades. Também acreditava que incentivar os membros mais talentosos de cada raça a procriar, melhoraria os "estoques" da humanidade. Segundo ele, "apenas os negros mais aptos deveriam procriar para livrarem a raça da iniquidade". Também acreditava que os melhores negros eram iguais aos melhores brancos, e, por isso, os 10% mais talentosos e bem-sucedidos de cada uma das duas raças deveriam se miscigenar.

## Du Bois e o pan-africanismo
Du Bois é considerado o patrono do pan-africanismo, movimento político e cultural que lutava tanto pela independência dos países africanos do jugo colonial quanto pela construção da unidade africana. Pelo fato de Du Bois ser uma das primeiras lideranças a adotar com veemência um discurso de orgulho racial e de volta às origens negras é considerado da mesma maneira, o pai simbólico do movimento de tomada de consciência de ser negro.
Du Bois teve grande importância na consolidação desse movimento uma vez que o I Congresso Pan-africano foi organizado sob sua liderança, mas proferido pelo advogado da Trinidade e Tobago, Sylvester Williams, no ano 1900 em Londres . Foi ele também quem organizou os quatro seguintes Congressos Pan-africanos.
A ideologia pan-africanista surgiu como um sentimento solidário e como consciência de uma origem comum entre os negros de todo o mundo.

## Du Bois e Booker T. Washington
Ao longo de sua carreira, Dubois teve um embate de extrema relevância com Booker T. Washington, o qual se caracteriza, em sua essência, pela oposição entre o Movimento de Niágara e o Compromisso de Atlanta. Ambos os autores eram negros e buscavam formas de melhorar as condições de vida dos afro-americanos, entretanto divergiam em seus princípios e formas de atuação, tendo suas diferenças ressaltadas em relação à aceitação, por parte de Washington, com a segregação racial nos Estados Unidos, por exemplo.

## Du Bois e o Socialismo
W.E.B. Du Bois, por volta de 1905, se filiou às doutrinas socialistas, entrando no partido socialista em 1912. Ele se manteve simpático às ideias marxistas pelo resto de sua vida. Du Bois inseria o problema do negro na teoria socialista comum. Ele questionava, por exemplo, se os objetivos do socialismo poderiam negligenciar a questão racial, tendo sempre em vista que nenhum grave problema humano pode esperar por ajuda. O sociólogo defendia que nenhuma minoria, como é a negra, deve ser excluída da questão socialista. Para Du Bois, os socialistas geralmente enfatizavam muito a questão da classe trabalhadora como a maioria que sofre com a distribuição desigual de renda, mas não costumavam focalizar ou integrar a pauta racial. Afinal, a essência da Social Democracia é que não deve existir classes excluídas e exploradas no Estado socialista.
Desse modo, ele criticava algumas teorias socialistas, a partir da constatação de como elas tratavam o problema do negro e da exclusão social. Afinal, um Estado socialista não poderia valer-se da opressão de seus cidadãos para garantir seu poder. A partir dessas premissas, Du Bois opunha-se à posição de alguns americanos, especialmente do sul, que se negavam a conferir ao negro o status de homem. Qualquer experiência socialista, pois, seria difícil frente a tamanha segregação ou preconceito.

## O conceito de raça
Du Bois acreditava que o significado de raça nunca poderia se limitar às diferentes características físicas de cada um; antes, transcendia esse critério. Na verdade, a herança social seria o que realmente distinguiria a raça negra. Du Bois julgava ser incontestável que a humanidade estaria dividida em raças, especialmente quando tinha como exemplo o país em que morava, os EUA. Para ele, a importância da existência de diferentes raças levou a história a ser uma história de grupos, e não de indivíduos. Definir, pois, o que é raça, corresponde a um papel muito importante para entender a própria história, em sua concepção.
Frente a inúmeras tentativas de definir o que é raça, por diferentes critérios, Du Bois tenta conceituá-la. Raça é, para ele, portanto: “um vasto grupo de seres humanos, geralmente de sangue e língua comuns, tradições e impulsos, que estão, voluntariamente e involuntariamente, empenhando-se juntos para a realização de determinados ideais de vidas concebidos mais ou menos intensos” (tradução livre). É importante dizer, também, que, para ele, o conceito de raça é um conceito dinâmico, e não estático, e as diferentes raças continuam mudando, se desenvolvendo, e se diferenciando... Nenhuma distinção física realmente explicaria ou definiria a coesão e continuidade desses grupos. As diferenças mais marcantes dentre as raças são espirituais e psicológicas. Como um ativista afro-americano, Du Bois acreditava que os negros ainda não tinham conseguido passar uma mensagem significante para o mundo, de sua existência, anseios e reivindicações, isso porque julgava que a raça negra não tinha conseguido se desenvolver como um grupo. Na verdade, se empenhar nessa tarefa de unir todos os afrodescendentes era um de seus desejos como ativista.

## As dificuldades enfrentadas pelos negros no Sul dos EUA no início do século XX
Certamente os rumos da vida de Du Bois influenciaram o seu trabalho acadêmico, principalmente a questão das diferenças entre o Sul e o Norte. Ele nasceu no Norte dos EUA e se mudou para o Sul para lá estudar. A discrepância em respeito ao tratamento dos negros constatada entre as duas regiões era grande. Enquanto no Norte ele era mais aceito socialmente, guardadas as devidas proporções, no Sul as condições enfrentadas pelos negros eram socialmente degradantes. No Sul, por exemplo, Du Bois constatou que, por leis ou por costumes, os negros não podiam votar, ou seus votos eram neutralizados por meio de fraude, eles viviam nos distritos menos desejáveis e estavam, em sua maioria, restritos a trabalhos menos qualificados, com salários mais baixos.
Além disso, era proibido o casamento inter-racial, a participação em igrejas, faculdades ou organizações culturais frequentadas por brancos, a acomodação em hotéis, restaurantes ou qualquer lugar de entretenimento público. Os afro-americanos eram segregados em estações, em transportes públicos, mesmo tendo que pagar o mesmo preço pelos serviços, além de serem taxados por facilidades públicas que não podiam frequentar. No mais, tinham uma educação pública de péssima qualidade.

## Causas da criminalidade negra
Para Du Bois, o crime é um fenômeno da vida social organizada. É como uma rebelião de um indivíduo contra o ambiente social em que se insere. Ele, em todo seu trabalho como sociólogo e historiador, deixou-se influenciar pelas circunstância da vida do negro do seu próprio país, os Estados Unidos. O autor vê no desenrolar da história, a escravidão como o grande fenômeno capaz de depreciar o homem negro perante a sociedade da época. Os problemas enfrentados pela classe negra têm origens nas particularidades históricas e nas condições vividas pelo afrodescendente. Este foi libertado tardiamente, foi objeto de opressão, além de não ter oportunidades para atingir o desenvolvimento. Dessa forma, nasce uma classe de desapontados e desencorajados, em descompasso com a harmonia social.
A criminalidade negra deve ser vista na sua relação com a desigualdade de classe e com o racismo institucional, levando em conta efeitos negativos da segregação, da existência de guetos, das humilhações racistas e dos sistemas desiguais de justiça para brancos e negros. O ambiente social em que o negro é inserido tem grande influência na visão de mundo deles, na medida em que interiorizam a pretensa sensação de serem inferiores. Portanto, a base da diferença dos ambiente sociais dos negros e dos brancos é o sentimento disseminado de que o negro é algo a menos que o americano.
Enquanto trabalhava na universidade de Atlanta, ele produziu trabalhos acadêmicos, entre eles The Philadelphia Negro em 1899, o primeiro estudo de caso de uma comunidade negra nos E.U.A. Na sua análise ele aponta o racismo como uma razão para várias mazelas dessa comunidade decorrente da sua marginalização. Nesse estudo, Du Bois trata sobre a criminalização dos negros.

## Soluções para a criminalidade negra
Du Bois também apresentou soluções para lidar com o problema da criminalidade negra. Alguns exemplos são:
- a presença de negros na polícia e nos júris, que se faça uma única justiça nos tribunais sulistas;
- abolição da demanda econômica por criminosos no sul;
- melhores moradias e oportunidade de trabalho no norte;
- assistência nacional para a educação dos negros;
- melhores salários;
- plenos direitos civis e políticos para os negros, que sejam iguais ao dos brancos.[29]

## Segregação e Justiça
Du Bois também analisou a segregação e preconceito racial no âmbito das leis, dos tribunais e da repressão policial. Ele enxergava esses aspectos como perpetuadores da condição inferior nos negros na sociedade daquela época.
Para ele, a sentença de um homem em quase toda acusação não passava pela questão do crime em si , mas sim pela questão da cor do réu. Os negros olhavam as cortes como instrumentos de injustiça e opressão, e os condenados como mártires e vítimas. Nas sentenças dos tribunais, os ricos eram sempre favorecidos à custa dos pobres, e os brancos, à custa dos negros.
Du Bois acreditava que existiam dois tipos de justiça: uma para os brancos, outra para os negros. Isso, em conjunto com o fato de que juízes eram eleitos pelos votos de pessoas brancas, tornava muito difícil para um negro realmente obter uma sentença a seu favor quando seu oponente era branco. Como causa desse processo, pode-se elencar a existência de uma propensão por parte da polícia e dos juízes a presumir a culpa de um negro quando este era acusado de um crime.
Em relação às leis da época, Du Bois considerava que algumas delas (como de contratos trabalhistas, de vadiagem etc.) eram designadas a embaralhar e confundir os negros mais ignorantes e negligenciados, levando a sua degradação e punição injusta. As palavras complicadas, bem como as construções truncadas que não privilegiavam a clareza, serviam para perpetuar a insegurança dos negros frente às leis e ao modo como elas seriam aplicadas.

## Du Bois e a emancipação feminina

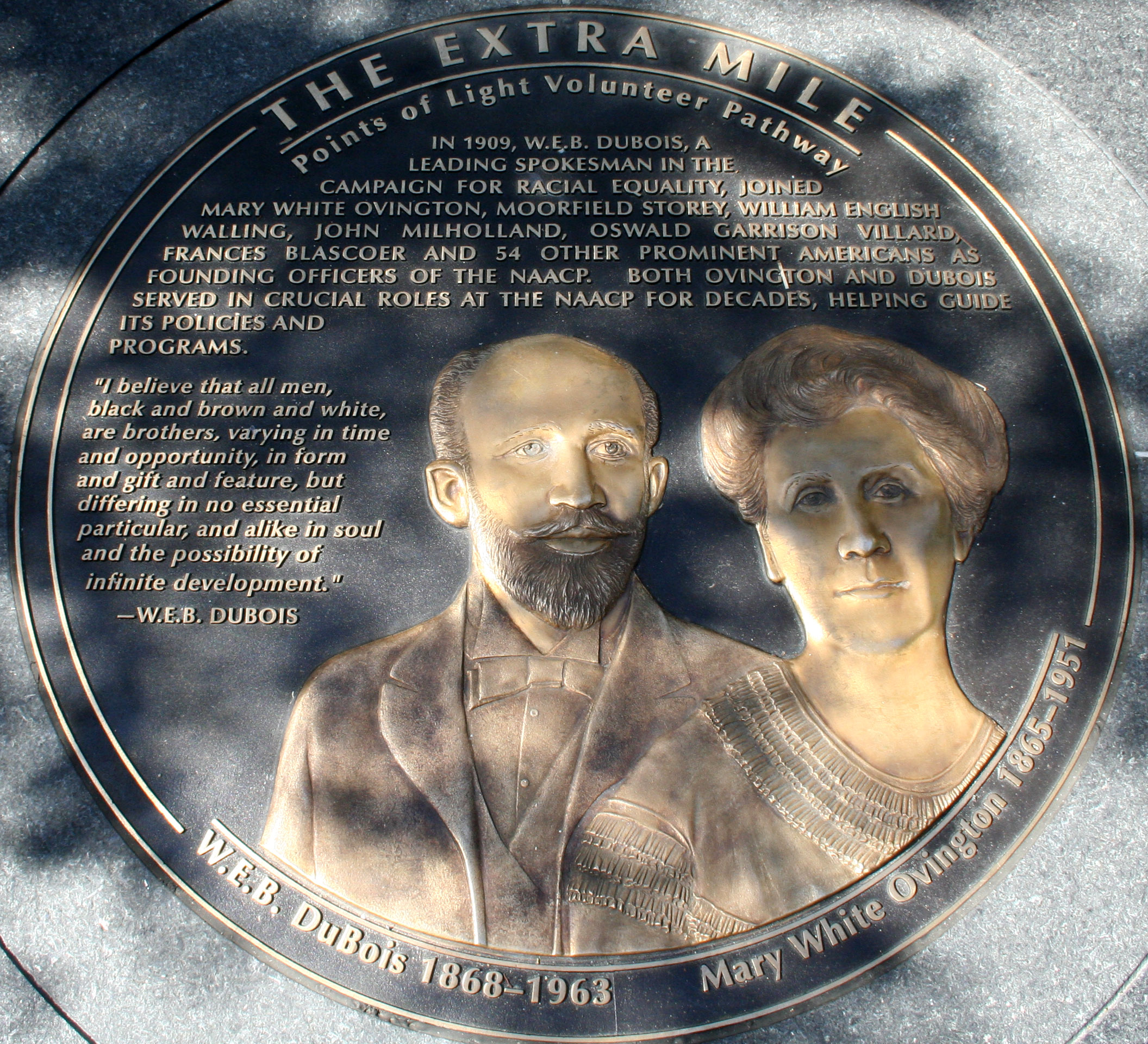
W. E. B. Du Bois, com Mary White Ovington, foi homenageado com um medalhão em The Extra Mile

Du Bois é, certamente, mais conhecido pela sua luta a favor do movimento pan-africanista e pela luta contra o preconceito racial. No entanto, ele também defendia a emancipação feminina e a urgência da igualdade de direitos entre mulheres e homens. Até 1920, ano em que as mulheres conquistaram o direito de votar, Du Bois escrevia sobre a importância do sufrágio feminino, combatendo preconceitos. Assim como considerava que a simples diferença de cor entre os homens não garantia a alguns maiores prerrogativas que a outros, a diferença entre os sexos não poderia ser fonte de discriminação.
Du Bois combatia a noção de a mulher ser o “sexo frágil”. Opunha-se a argumentos de que a mulher, quando casava-se, perdia sua individualidade como ser humano, dizendo que a mulher continuava uma pessoa com capacidades cognitivas e sentimentais como anterior ao casamento. Em 1915, Du Bois escreveu: “o significado do século XX é a libertação da alma individual” (tradução livre) quando se referia à subjugação da mulher pelo homem. O sociólogo e historiador mostra, assim, sua outra faceta de combate às repressões sociais.

## The Souls Of The Black Folk
O livro The Souls Of the Black Folk (As Almas da Gente Negra) foi publicado em 1903. A obra reúne um conjunto de artigos do autor que retrata a cultura e a condição da população negra nos Estados Unidos após a Guerra Civil do século XIX.

### O véu e a dupla consciência
No primeiro capítulo da obra, Of Our Spiritual Strivings (Da Nossa Batalha Espiritual), Du Bois afirma que os negros nascem cobertos por um véu e dupla consciência. Ambas figuras são elementares para retratar a condição da população negra na sociedade americana reconstruída após a guerra. O autor baseia-se na sua experiência pessoal para construção destes conceitos.
O véu que separa os negros do restante do mundo representa exclusão social e o preconceito que segrega os negros americanos do restante da sociedade. Trata-se de um sentimento de impotência e resignação, porque a despeito do esforço e das conquistas, o negro sempre será excluído e se sentirá um estranho no seu próprio país.
A autoconsciência, por sua vez, é fruto da dupla identidade de ser americano e negro, simultaneamente. Assim, os negros dos EUA são dotados de uma visão própria contaminada pela forma com que o restante da sociedade americana os enxerga. A auto visão é medida pela perspectiva do mundo exterior, que vê os negros com sentimento de pena e desdém.
Com base nestes dois conceitos, Du Bois explica a que a luta dos negros consiste em uma busca pela inclusão e pela igualdade entre negros e brancos americanos. A batalha visa unir a dupla identidade em um único eu, melhor e mais verdadeiro.
A emancipação que tornou os escravos homens livres, em 1863, não foi suficiente para que a liberdade permitisse inclusão social. Gradualmente, após décadas em que os negros obtiveram acesso à educação, as novas gerações superaram a ignorância e a exclusão para finalmente conquistarem dignidade, auto respeito e realização pessoal. Foi nesse momento que os negros desenvolveram a dupla consciência e perceberam que ainda estavam separados pelo véu do restante da sociedade.
A dupla identidade é uma contradição inerente à população negra. Por um lado o homem negro luta contra a miséria e a ignorância através da educação e de ascensão social. Por outro, busca pela aceitação e pela inclusão em uma sociedade americana, cuja cultura ideologia é incompatível com a identidade negra. Difícil conciliar a dupla identidade, o que faz com que homens negros batalhem em vão, acreditem em falsos ideias e, muitas vezes, sintam vergonha de si próprios perante o restante da sociedade.

### A agência dos libertos
No capítulo Of The Down of the Freedom (Do Amanhecer da Liberdade), Du Bois analisa criticamente a atividade estatal nos primeiros anos após a emancipação dos escravos. Discute as regulamentações estatais criadas para integração da população negra, que a partir de então passa à condição de cidadãos americanos.
Na época da Reconstrução Civil, o governo de Abraham Lincoln criou um órgão estatal chamado de Freedmen’s Bureau, ou Agência dos Libertos, órgão encarregado assistir os negros libertos durante a Guerra Civil. O objetivo da agência era integrar os escravos recém libertos na sociedade americana. Du Bois analisa criticamente a criação de leis e regulamentos que buscavam acomodar a população negra na sociedade americana. O propósito inicial do projeto de lei era estabelecer regulações para inserção e proteção dos libertos: como aquisição e aluguel de propriedade e ajustes salariais. A versão inicial da agência não foi aprovada. A versão que entrou em vigor unia no mesmo departamento a gestão de propriedades agrárias com a regulamentação destinada aos libertos. Através da criação desde órgão estatal, os EUA finalmente se responsabilizaram pelos negros e reconheceram os seus direitos.
Agência dos Libertos era defendida e criticada por segmentos da população americana. Seus defensores apontavam para a necessidade de expandir o órgão em nome da justiça social. Os que eram contra, principalmente sulistas, apontavam os custos de manutenção do órgão, cobrados de civis estadunidenses. Em 1866 foi aprovado o ato legislativo que deu a forma final ao departamento, que duraria até 1868. Du Bois afirma que, diante de uma sociedade destruída pela guerra e em recessão econômica, a tentativa de inserção social de 4 milhões de libertos não poderia escapar do fracasso. Não obstante, as políticas públicas encontravam resistência nos estados do sul que buscavam perpetuar o instituto da escravidão.
Dentre as ações desempenhadas pela Agência, para Du Bois a que obteve maior sucesso foi a criação de políticas que permitiram aos libertos maior acessibilidade à educação. Em contrapartida, o maior fracasso da Agência foi em relação ao seu exercício judicial. As cortes civis regulares, em especial as dos estados do sul, buscavam perpetuar a condição de escravidão dos negros através das leis e procedimentos existentes.

### A vida nos estados do Sul: cultura e preconceito
No capítulo Of the Black Belt (Do Cinturão Negro) e no capítulo Of the Quest of the Golden Fleece (Da Busca pelo Velocino Dourado), Du Bois descreve o dia a dia e a cultura da população negra liberta que vivia nas terras agrárias da Geórgia, em especial, o município de Dougherty. O autor ilustra a forma com que a população buscava se inserir na economia e obter sustento após a transição da escravidão para o regime de trabalho assalariado.
O regime no campo era baseado nos aluguéis de terras para o cultivo de algodão. Os negros hipotecavam seus bens em troca do aluguel de terra de cultivo. Após a guerra, este sistema era atrativo para os libertos, atraídos pela possibilidade de obtenção de excedente econômico. Contudo, os inquilinos eram taxados por proprietários com prestações excessivas, e crise agrária impossibilitava que a produção cobrisse o valor necessário.
Este sistema de aluguéis deixou grande parte da população sob a condição de devedores, dificultando a superação econômica e a ascensão social. Havia duas alternativas aos negros: aluguel de terras para cultivo ou migração para as cidades. Restava o crime e a opção para um “perigoso socialismo” como resultado desta ponderação.

### A prisão
Em Dogherty havia uma prisão. Segundo Du Bois, ela era descrita pelos sulistas como “repletas de negros criminosos”. Em contrapartida, a população negra dizia que apenas negros eram mandados para a prisão, não porque eram culpados, mas porque o Estado “precisava de criminais” para obtenção de renda mediante o trabalho forçado executado dentro das prisões.
Du Bois confirma a opinião da população local. De fato, o autor afirma que os campos da prisão eram cultivados por grupos de condenados, os quais contavam histórias de maus-tratos e crueldade. Os condenados só foram removidos depois da crise econômica.

### Preconceito e senso comum
Du Bois relata que população americana julgava moralmente os negros, os quais chamavam de preguiçosos ignorantes. Du Bois faz uma análise deste senso comum, cuja explicação está relacionada com a impossibilidade de progressão econômica. Para Du Bois, os negros passavam esta imagem aos americanos brancos porque eram improvidentes e descuidados. No entanto, trabalhavam arduamente em busca de sustento.
Du Bois explica que eram improvidentes e pouco produtivos porque sabiam que todo o esforço seria em vão: o sistema econômico sob o qual viviam impediria, de qualquer forma, o progresso. Por outro lado, os proprietários sulistas argumentavam que a falta de progresso devia-se ao descaso e à indolência dos trabalhadores assalariados. Atribuíam a crise econômica à libertação dos escravos. Assim, Du Bois mostra como as visões antagônicas dos proprietários e dos trabalhadores reforçava uma distância social e cultural entre eles.

## Dusk of Dawn
Du Bois começa o livro Dusk of Dawn dizendo que a sua vida só teve significância porque fez parte do “problema”, problema esse que era central nas democracias: a questão racial. Elucidar o significado intrínseco do problema racial tornou-se possível de ser realizado a partir da sua experiência pessoal. Assim ele escreveu o que pretendia ser não a sua autobiografia, mas a autobiografia do conceito de raça. Ele começa dizendo que os anos de 1868 a 1940 além de terem sido os anos da sua vida, foram anos de extrema importância, por diversos eventos e pela dominação do mundo pela Europa branca. Foi nessa civilização europeizada que ele nasceu e iria morrer, sendo ele integralmente uma parte dessa civilização e ainda, uma das suas partes rejeitadas.
Ele afirma que a cultura existente entre os seres humanos teve que ser construída a despeito do conhecimento e reconhecimento da diferença entre os homens. No século XIX começou-se a se conceber o mundo não como uma estrutura permanente, mas como dinâmico, e a partir disso começou o estudo dos homens como uma entidade em transformação. No entanto, as diferenças raciais entre os homens não sofreu mudanças. E isso não aconteceu somente a partir da inércia e ações inconscientes mas pelo fato de que a revolução industrial foi baseada na diferença racial entre os homens, além do fato de que a escravidão africana moderna resultou em uma base econômica sólida. Governo, trabalho, religião e educação passaram a ser baseados e determinados pela cor, e o futuro da humanidade estava implícito na raça e cor dos homens, o que coloca a questão racial na estrutura moderna da civilização.
Quando Du Bois cresceu, o problema mudou de uma simples questão de cor para uma razão mais profunda de condição social, e a ciência sozinha não conseguia resolver esse problema. Assim, ele afirma que o mundo negro precisava lutar por sua liberdade, já que a "barreira da cor" não era construída apenas em cima da ignorância, mas também dependia de motivos mais poderosos, menos abertos a razão e ao apelo, sendo esses motivos econômicos. Afirma, ainda, que a tarefa científica do século XX seria explorar e medir o alcance do acaso e da irracionalidade na ação humana, que não se rende a discussão, mas as mudanças lentamente e com dificuldade após longo estudo e desenvolvimento cuidadoso (tradução livre).
No mais, Du Bois diz que a sua intenção neste livro é estabelecer a interação do fluxo e mudança do seu pensamento, no seu trabalho e em relação ao que vinha acontecendo no mundo desde o seu nascimento.
Quando Du Bois vai desenvolver o conceito de raça, ele afirma que a história do desenvolvimento desse conceito no mundo e particularmente na América foi naturalmente refletida na educação oferecida a ele. Em Harvard ele começou a entrar em contato com o dogma racial evolucionista, que colocava a segregação como uma razão científica em que os negros eram inferiores (e isso refletia, por exemplo, no tamanho dos cérebros). Em Harvard e depois na Alemanha, a ênfase foi alterada, e a raça tornou-se uma questão de cultura e história cultural. Ele afirma que a primeira coisa que trouxe o seu senso na discussão racial foi o fato de que havia uma constante mudança nas provas e argumentações utilizadas para justificar esse atraso. Durante esse período ele passou a ficar cada vez mais desiludido com a habilidade das evidências científicas de transformarem os paradigmas raciais. Nesse momento, ele começou a lecionar, além de ter sido um momento importante devido ao início da sua participação no "Niagara Movement" e a publicação da revista “The Crises”.
Ele assumiu a perspectiva de que a questão racial ia além de fatores racionais. Quando foi para Harvard, a teoria da segregação racial estava enraizada nele, no sentido em que ele mal desejava contato com os colegas brancos. No entanto, entre o grupo dos negros também havia divisões, já que também havia pessoas de cores diferentes. E, sendo assim, ele entrou em contacto com a com a ideia de que antes de ser um negro, ele era um americano, e as distinções de raça deveriam desaparecer. Du Bois conta um pouco sobre a sua história e a sua família, e diz que tentou demonstrar todos os tipos de tendências sem lógicas e inconciliáveis, na tentativa de racionalizar o conceito racial e o lugar desse conceito no mundo moderno.
Ao fazer considerações sobre a domínio do mundo pelos brancos, Du Bois faz afirma que a democracia idealizada pelo povo americano não existe na prática. Para além disso, esse mesmo mundo branco insiste em exclusividade racial, criando uma propaganda na qual ideais racistas não são mutuamente exclusivos com essa democracia e com a moralidade cristã. O autor aponta o racismo, a desigualdade social, a escravidão e demais fatores históricos e socioeconômicos como justificativa para a notável desvantagem entre as condições de vida e o desenvolvimento da população negra não só dos EUA, mas de todo o mundo. Du Bois se opõe, então, à noção de que os aspectos negativos que permeavam a população negra seriam "tipicamente negros" e, por outro lado, o sucesso dos brancos seria algo "tipicamente branco".
Du Bois apresenta a dificuldade que a própria população negra norte-americana encontrava para a sua autoafirmação no contexto racista, onde a mensagem da inferioridade era amplamente difundida e verificada no país. A população miserável não encontrava perspectivas positivas e encorajadoras para o seu futuro, enquanto a nova burguesia negra sentia vergonha de sua origem, não se identificava com hábitos e condições de vida da classe economicamente inferior e, ao mesmo tempo, era rejeitada e segregada pela burguesia branca racista. Ele coloca como questão central a pergunta: "O que a população negra fará a respeito das condições atuais?".
Diante do exposto, o autor esboça um plano político-econômico chamado "The Black Cooperative Movement", o qual aponta medidas necessárias e cabíveis para se atingir a autonomia social das comunidades afro-americanas. Em seguida, o autor discute os principais acontecimentos que marcaram a sua vida política, além de demonstrar sua oposição a Booker T. Washington, intelectual contemporâneo que divergia do autor em relação aos meios para se atingir a igualdade racial nos EUA. Encontra-se, ainda, relatos do envolvimento e percepções do autor a respeito da fundação da National Association for the Advancement of Colored People (NAACP), dos impactos da Primeira Guerra Mundial sobre a consciência negra nos EUA, a migração, o desenvolvimento da consciência Pan-Africana e a apreensão do Haiti pelos EUA.
Ao final do livro, Du Bois relembra sua história, sua bibliografia, incluindo diferentes projetos e publicações realizadas, bem como sua trajetória política e inúmeras viagens ao redor do mundo.

## Obras

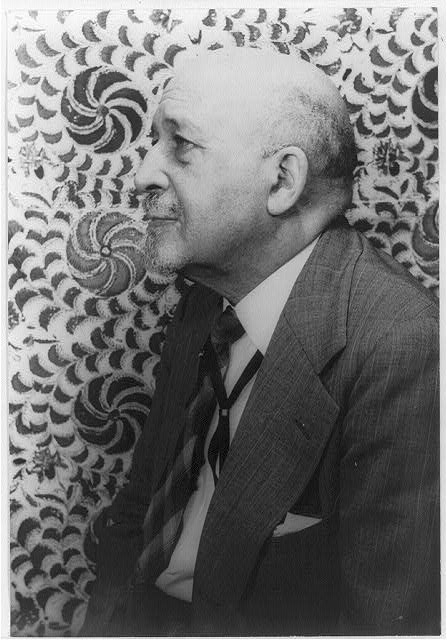
WEB Du Bois, 1946

### Autobiografias
- Darkwater: Voices From Within the Veil (1920)
- Dusk of Dawn: An Essay Toward an Autobiography of a Race Concept (1940)
- The Autobiography of W. E. Burghardt Du Bois (1968)

### Livros
- The Study of the Negro Problems (1898)
- The Philadelphia Negro (1899)
- The Negro in Business (1899)
- The Souls of Black Folk (1903)
- The Talented Tenth, second chapter of The Negro Problem, a collection of articles by African Americans (setembro de 1903)
- Voice of the Negro II (setembro de 1905)
- John Brown: A Biography (1909)
- Efforts for Social Betterment among Negro Americans (1909)
- Atlanta University's Studies of the Negro Problem (1897–1910)
- The Negro (1915)
- The Gift of Black Folk (1924)
- Africa, Its Geography, People and Products (1930)
- Africa: Its Place in Modern History (1930)
- Black Reconstruction in America (1935)
- What the Negro Has Done for the United States and Texas (1936)
- Black Folk, Then and Now (1939)
- Color and Democracy: Colonies and Peace (1945)
- The Encyclopedia of the Negro (1946)
- The World and Africa (1946)
- The World and Africa, an Inquiry into the Part Which Africa Has Played in World History (1947)
- Peace Is Dangerous (1951)
- I Take My Stand for Peace (1951)
- In Battle for Peace (1952)
- Africa in Battle Against Colonialism, Racialism, Imperialism (1960)

### Romances
- The Quest of the Silver Fleece (1911)
- Dark Princess: A Romance (1928)
- The Black Flame Trilogy:
  - The Ordeal of Mansart (1957)
  - Mansart Builds a School (1959)
  - Worlds of Color (1961)